# ديفيد ويب (رجل أعمال)
ديفيد ويب (بالإنجليزية: David Michael Webb)‏ هو شخصية أعمال بريطاني، ولد في 29 أغسطس 1965 في لندن في المملكة المتحدة.

## وصلات خارجية
- الموقع الرسمي